# Yevgeniy Olkhovskiy
Yevgeniy Olkhovskiy (né le 22 décembre 1983) est un athlète israélien, spécialiste du saut à la perche et du décathlon.

## Performances
Yevgeniy Olkhovskiy a sauté 5,55 m en salle à Blacksburg en 2009. Son record en plein air est de 5,48 m à Coral Gables en avril 2009.

## Palmarès
- Champion d'Israël en décathlon en 2005.